# DJI (compañía)
Da Jiang Innovations (en chino, 大疆创新; pinyin, Dà jiāng chuàngxīn; literalmente, ‘gran frontera de innovación’) en sus siglas DJI, es el nombre comercial de Shenzhen DJI Sciences and Technologies Ltd. abreviado SZ DJI Technology Co., Ltd. (大疆创新科技有限公司) una empresa de tecnología china con sede en Shenzhen, Guangdong, con fábricas distribuidas en todo el mundo. Aunque la empresa es mundialmente conocida por sus vehículos aéreos no tripulados (comúnmente llamados "drones") , también diseña y fabrica giroscopios de cámara, cámaras de acción, estabilizadores de cámara, plataformas de vuelo, sistemas de propulsión y de control de vuelo.
DJI es líder de mercado en la industria de los aviones no tripulados civiles, representando más del 70% del mercado mundial de drones. Su tecnología de aviones teledirigidos se usó en todo el mundo para la industria de la música, televisiva y de cine, incluidos vídeos musicales K-pop y platós de producciones televisivas nominadas al premio Emmy, como The Amazing Race, American Ninja Warrior, Better Call Saul y Juego de Tronos.
En 2017, DJI ganó un premio Emmy de Tecnología e Ingeniería por su tecnología de cámara no tripulada, reconocida por su excelencia en ingeniería creativa, proporcionando a directores y cineastas una plataforma asequible y accesible para crear imágenes aéreas de baja altitud, abriendo posibilidades creativas y facilitando los distintos aspectos de algunos programas de televisión.
Desde 2015, DJI también patrocina el RoboMaster Robotics Competition (en chino: 机甲大师赛), un torneo anual de combate con robots que se celebra en el Shenzhen Bay Sports Centre, en que participan equipos de estudiantes de mecatrónica de universidades de todo el mundo, con un premio total de hasta $ 600.000 ($: Dólares norteamericanos). El equipo ganador se llevará a casa $ 75.000 (antes de impuestos) y posibles ofertas de trabajo de DJI para sus miembros.
Los productos de DJI han suscitado preocupación por la privacidad y la seguridad. Han sido utilizados por combatientes de todos los bandos durante la invasión rusa de Ucrania. La empresa ha sido sancionada por el Gobierno de Estados Unidos, pero sus drones pueden seguir comprándose y operándose en el país.

## Historia

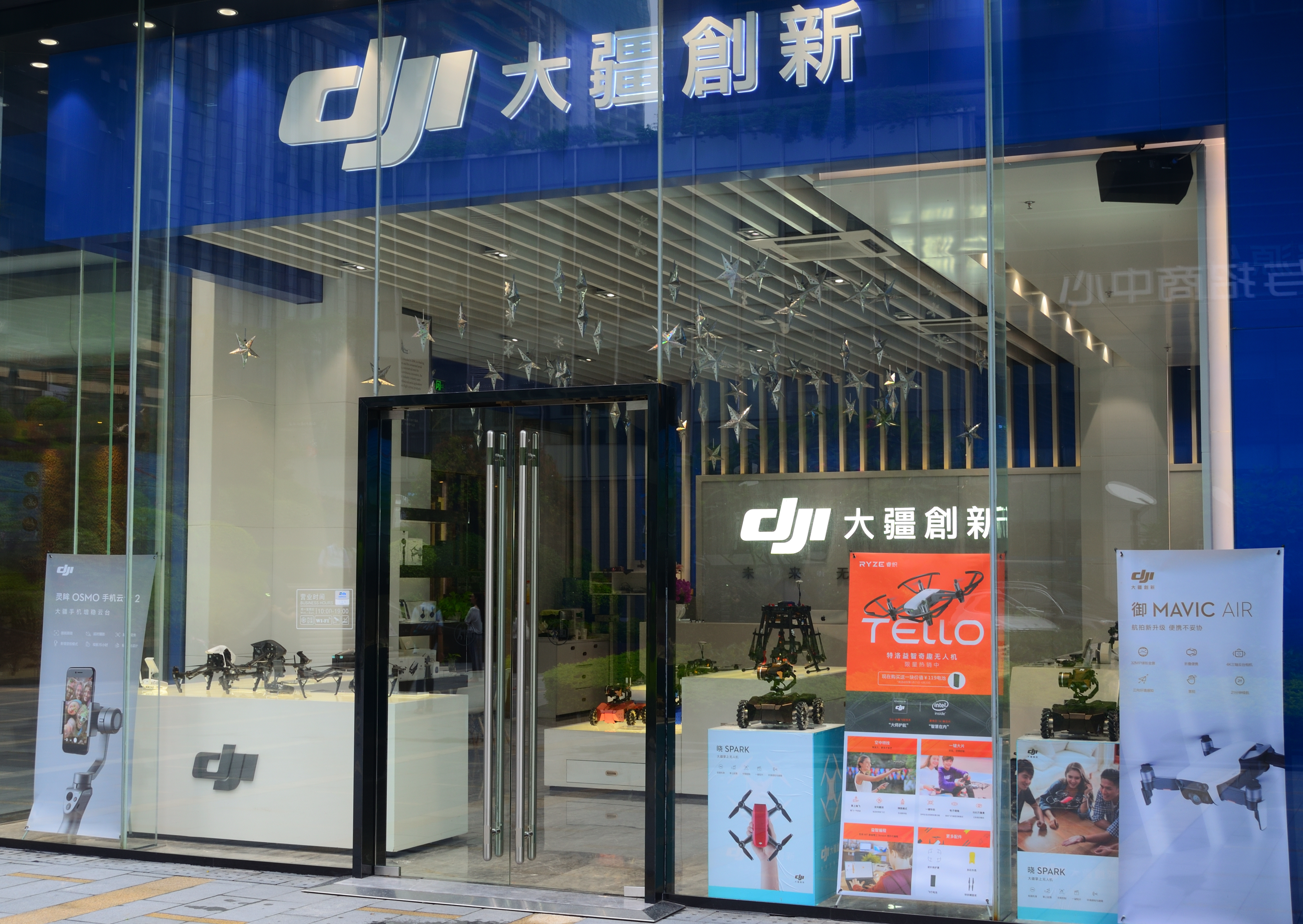
Tienda DJI en Shenzhen, Guangdong, China

La empresa fue fundada en 2006 por Frank Wang (Wāng Tāo, 汪滔). Wang, que fue a Hong Kong en 2003 tras matricularse en un curso de licenciatura en la Universidad de Ciencia y Tecnología de Hong Kong (HKUST), recibió 18.000 dólares de Hong Kong ($ 2.300) de la universidad para realizar investigaciones y desarrollar un avión teledirigido en 2005. Wang fundó la empresa en 2006 desde su dormitorio en la HKUST.

## DJI Sky City
DJI Sky City (大疆天空之城) es la sede central de DJI, un complejo de edificios que sirve como laboratorio y espacio de oficinas para la empresa. La sede fue diseñada por Norman Foster de la empresa Foster and Partners y construida por la corporación estatal china Construction Engineering. El proyecto comenzó a construirse en 2017 y se completó en diciembre de 2022.
El complejo ubicado en Nanshan (Shenzhen) puede albergar 8000 empleados y cuenta con espacio para oficinas, investigación y desarrollo. Dos edificios tienen alrededor de 200 metros de altura (213 m y 195 m respectivamente) y un puente colgante al aire libre conecta dos torres de edificios a 100 metros sobre el suelo.

## Controversias

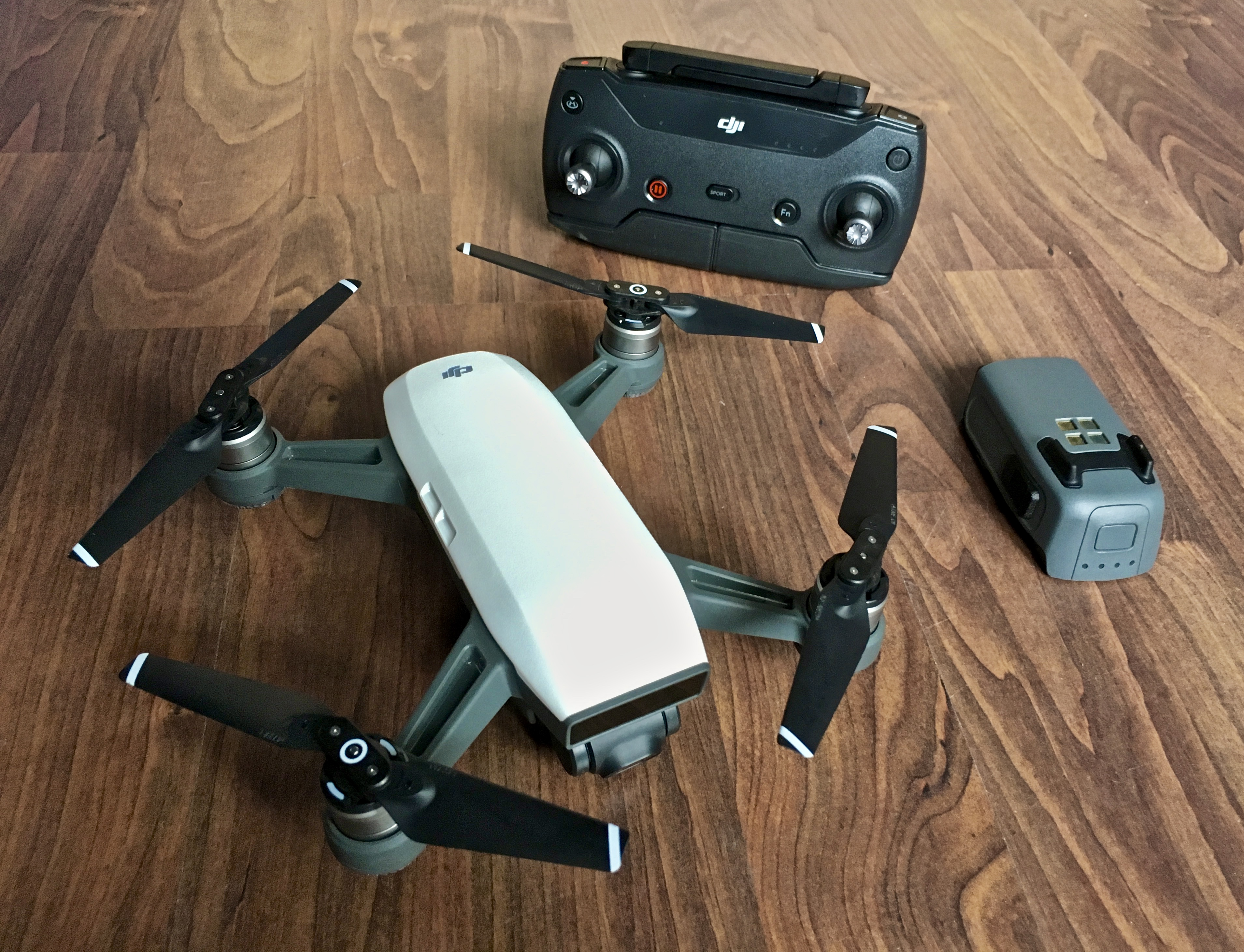
Un DJI Spark con su controlador y una batería extra

En enero de 2015, un Phantom 3 se estrelló en el césped sur de la Casa Blanca, en Washington D. C. Más tarde, DJI instaló un Geo-sistema de no-vuelo en zonas de exclusión aérea, y obligó a todos los drones a actualizar el firmware. El nuevo sistema prohibirá que los vuelos se acerquen o despeguen en zonas restringidas en función de su ubicación GPS.
En 2016, ISIS usó el DJI Phantom para lanzar bombas sobre Irak. Por ello, DJI creó una amplia zona de exclusión aérea sobre casi todo Irak y Siria.
Varias organizaciones militares también usan productos DJI para misiones de fotografía aérea, incluyendo el Ejército de los Estados Unidos, y los aviones no tripulados DJI fueron el sistema aéreo comercial no tripulado más usado en ese país. Pero en agosto de 2017, el Ejército de EE. UU. publicó orientaciones internas sobre la prohibición de usar aviones teledirigidos DJI y sus componentes en el ejército por tema de seguridad. El Gerente de Relaciones Públicas de DJI, Michael Perry, expresó sorpresa y decepción después de que el memo fuera publicado. Un portavoz del Ejército de los Estados Unidos respondió a las preguntas de los medios de comunicación afirmando que la guía aún está siendo revisada. Aunque el ejército de los Estados Unidos ha dejado de utilizar productos DJI, otras ramas del ejército de los Estados Unidos, como los Marines de los Estados Unidos, siguen utilizando productos DJI como plataforma de fotografía comercial. En 2019, la Fuerza Aérea y la Marina de los Estados Unidos todavía adquieren productos DJI para sus fuerzas especiales con exenciones especiales otorgadas por el Pentágono a pesar de las preocupaciones de seguridad ya mencionadas.
El 17 de noviembre de 2017, Ars Technica informó de una violación de la seguridad de los datos de clientes privados en el DJI. La Administración Nacional Oceánica y Atmosférica no encontró evidencia de que los aviones teledirigidos del DJI intentaran transferir datos desde la aeronave. En 2017, el DJI anunció el Modo de Datos Locales para aviones no tripulados, bajo el cual la plataforma aérea transfiere cualquier dato de vuelo a través de Internet. Brendan Schulman, Vicepresidente de Política y Asuntos Legales del DJI, niega el informe de Ars Technica, diciendo: "DJI se compromete a proteger la privacidad de las fotos, vídeos y registros de vuelo de sus clientes." DJI también enfatizó que su avión teledirigido nunca fue comercializado para aplicaciones militares.
El 4 de agosto de 2018, dos aviones teledirigidos Matrice 600 detonaron explosivos cerca de la Avenida Bolívar, Caracas, donde Nicolás Maduro, Presidente de Venezuela, se dirigía a la Guardia Nacional Bolivariana frente a las Torres del Centro Simón Bolívar y el Palacio de Justicia de Caracas. El gobierno venezolano afirma que el evento fue un intento selectivo de asesinato de Nicolás Maduro, aunque la causa y la intención de las explosiones son objeto de debate. Otros han sugerido que el incidente fue una operación de falsa bandera diseñada por el gobierno para justificar la represión de la oposición en Venezuela.
El 21 de enero de 2019, el DJI anunció que una investigación interna había descubierto un fraude "extensivo" por parte de ciertos empleados que "inflaron los costes de las piezas y materiales de ciertos productos para su beneficio financiero personal." DJI estimó el costo del fraude "hasta en 1.000 millones de RMB" ($147 millones), pero sostuvo que la compañía "no incurrió en una pérdida anual completa en 2018."
El 20 de diciembre de 2020 Estados Unidos anunció que, colocaba en la lista negra a la compañía DJI para poder comerciar con el país. La compañía ha formado parte de esta lista junto a Huawei para bloqueársele, tecnología norteamericana. Este bloqueo también se extiende a muchos otros productos chinos. Las compañías afectadas tendrán muchas dificultades para vender sus productos o sus recambios en suelo estadounidense.